# امیر حسینی
امیر حسینی (زاده مرداد ۱۳۵۴ در مشهد) والیبالیست اهل ایران است. پست بازی او پاسور است. ارتفاع اسپک وی ۲۷۵ سانتیمتر و ارتفاع دفاعش ۲۷۰ سانتیمتر می‌باشد.
اولین باشگاه وی بسیج بود و بعدها عضو تیم والیبال باشگاه والیبال پیکان تهران، صنام تهران (در لیگ سال ۱۳۸۰ والیبال کشور به همراه این تیم به مقام قهرمانی رسید.) امیر حسینی، پاسور اول تیم ملی والیبال مردان ایران با اختلاف آماری بالا نسبت به سایر پاسورهای حاضر در شانزدهمین دوره پیکارهای والیبال قهرمانی مردان آسیا به عنوان برترین پاسور والیبال آسیا برگزیده شد و به همراه تیم ملی قهرمان این مسابقات شد که اولین قهرمانی ایران در آسیا بود.
در کتابچه منتشر شده از سوی فدراسیون جهانی در مسابقات جام جهانی ژاپن، علاوه بر معرفی تیم‌های شرکت‌کننده، یک بازیکن از هر تیم به عنوان ستاره آن تیم معرفی شده که در تیم ایران نام امیر حسینی به عنوان ستاره اعلام شده‌است.
بر اساس این گزارش، فاکوندو کونته از آرژانتین، موریلیو اندرس از برزیل، چنگ پینگ از چین، فرناندو هرناندز از کوبا، احمد صلاح از مصر، امیرحسینی از ایران، سیمونه پارودی از ایتالیا، کونیهیرو شیمیزو از ژاپن، بارتوژ کورک از لهستان، ماکسیم میخایلوف از روسیه، مارکو پودرسکانین از صربستان و دیوید لی از ایالات متحده نام ۱۲ بازیکن ستاره به انتخاب فدراسیون جهانی هستند.

## رکورد خاص
در ۲۹ دی ۱۳۹۸، امیر حسینی با پیراهن باشگاه والیبال سایپا در مقابل باشگاه والیبال شهرداری ورامین قرار گرفت و بدین ترتیب در سن ۴۴ سالگی ، چهارمین دهه متوالی در تقویم میلادی است که در لیگ برتر والیبال ایران به میدان رفت.

## موفقیت‌های ورزشی
- ده قهرمانی در لیگ برتر ایران
- بهترین بازیکن دهه هشتاد ایران
- ۱ دوره برترین پاسور والیبال آسیا